# União Bissau
União Desportiva Internacional de Bissau, meist nur União Bissau genannt oder UDIB abgekürzt, ist ein guinea-bissauischer Fußballverein aus der Landeshauptstadt Bissau.
Der Klub empfängt seine Gäste im 12.000 Zuschauer fassenden Estádio Lino Correia in Bissau.

## Geschichte
Der Verein wurde am 1. Mai 1971 in der damaligen Hauptstadt damaligen portugiesischen Kolonie Portugiesisch-Guinea neu gegründet, bestand jedoch bereits seit den 1940er Jahren. Er gehörte bis in die 1960er Jahre zu den wichtigsten Hauptstadtklubs. An seinem Hauptsitz in der Avenida da República (heute Avenida Amílcar Cabral) verfügte der Verein über ein Kino, einen Tanzsaal und eine Spielhalle. Der spätere Unabhängigkeitskämpfer und Staatspräsident „Nino“ Vieira spielte hier als Rechtsaußen mit der Rückennummer 11.
Seine größten Titel erreichte der Klub nach der Unabhängigkeit Guinea-Bissaus 1974. So gelang dem Verein 1976 der erste Titel im Campeonato Nacional da Guiné-Bissau, der höchsten Spielklasse des Landes. Seither konnte der Klub drei weitere Landesmeisterschaften für sich entscheiden (Stand 2019).
Den Landespokal Taça Nacional da Guiné-Bissau gewann União Bissau bisher sechs Mal (Stand 2019).

## Erfolge
- Guinea-bissauischer Meister:
  - 1976, 1985, 2003, 2019 (4 Titel)
- Guinea-bissauischer Pokal:
  - 1977, 1983, 1984, 1985, 1988, 1996, 2024 (7 Titel)
- Guinea-bissauischer Supercup:
  - 2019